# Dumma mej 2
Dumma mej 2 (originaltitel: Despicable Me 2) är en amerikansk animerad film från 2013. Den är producerad av Illumination Entertainment, distribuerad av Universal Pictures och är regisserad av Pierre Coffin och Chris Renaud. Cinco Paul och Ken Daurio är manusförfattare och Steve Carell, Russell Brand och Miranda Cosgrove gör några av rösterna. Filmen är en uppföljare på Dumma mej från 2010. 
Vid Oscarsgalan 2014 nominerades Dumma mej 2 till pris i kategorin Bästa animerade film och Bästa sång (Happy), men båda de vinsterna gick till Disneyfilmen Frost.
2015 släpptes spin-off-filmen Minioner och 2017 släpptes Dumma mej 3.

## Handling
Efter händelserna i den första filmen när Gru adopterade flickorna Margo, Edith och Agnes, har han lagt skurklivet bakom sig. Plötsligt kontaktas Gru av en organisation kallad Anti-Skurkligan (ASL) som vill att han ska hjälpa dem att hitta en ond skurk som har stulit en formel som i fel händer kan bli ett farligt vapen. ASL tror att denna skurk gömmer sig i ett köpcentrum. Tillsammans med sin nya partner Lucy Wilde hittar Gru en huvudmisstänkt: Eduardo Perez, som Gru känner igen som den hänsynslöse El Macho. Samtidigt blir Gru den typiskt överbeskyddande pappan när hans äldsta adoptivdotter Margo blir kär i den snygge och charmige Antonio, som visar sig vara Eduardos son.  

## Roller i urval
- Steve Carell - Felonious Gru
- Kristen Wiig - Lucy Wilde

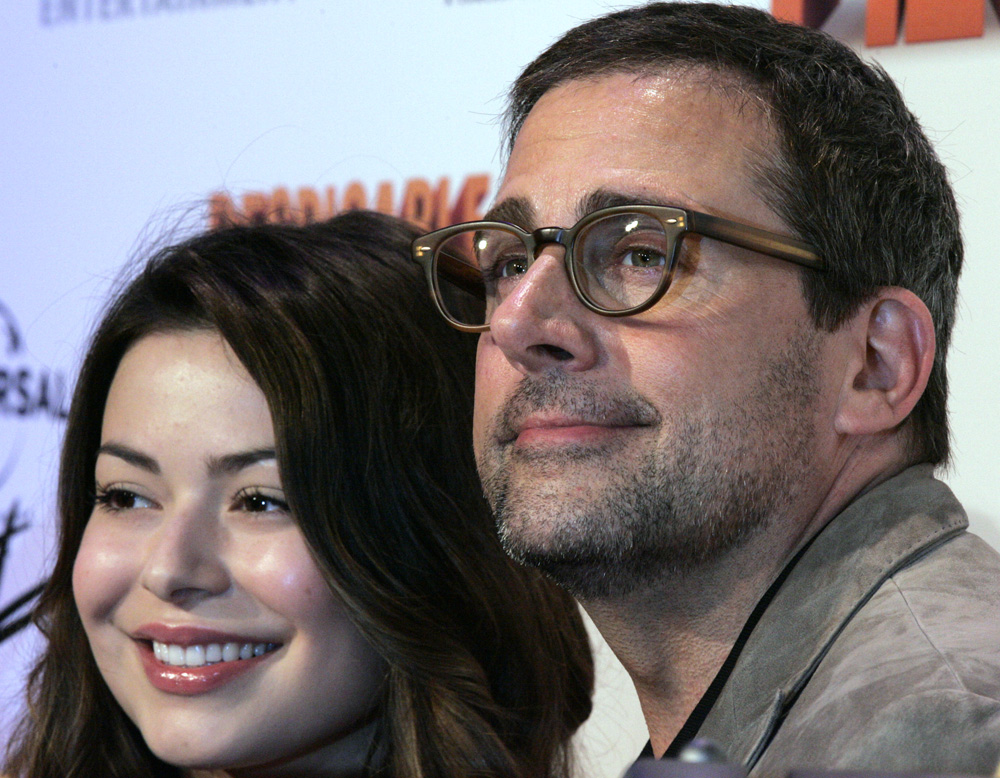
Miranda Cosgrove och Steve Carell på den australiska premiären av Dumma mej 2.

- Benjamin Bratt - Eduardo Perez/El Macho
- Miranda Cosgrove - Margo
- Elsie Fisher - Agnes
- Dana Gaier - Edith
- Russell Brand - Dr. Nefario
- Steve Coogan - Silas Rumpbotten
- Ken Jeong - Floyd Eagle-san
- Moisés Arias - Antonio Perez
- Nasim Pedrad - Jillian
- Kristen Schaal - Shannon
- Pierre Coffin - Kevin the Minion, Bob the Minion, Stuart the Minion, Additional Minions och Evil Minions.
- Chris Renaud - Additional Minions, Evil Minions och italiensk servitör
- Vanessa Bayer - flygvärdinna

## Svenska röster
- Henrik Dorsin - Felonious Gru
- Cecilia Wrangel Schough - Lucy Wilde
- Claes Ljungmark - Eduardo Perez/El Macho
- Emma Lewin - Margo
- Alexandra Alm Nylén - Edith
- Denise Perning - Agnes
- Rafael Edholm - Dr. Nefario
- Johan Wahlström - Silas Rumpbotten
- Christian Fex - Floyd Eagle-san
- Amadeus Häggkvist Sögaard - Antonio Perez
- Anna Book - Shannon
- Övriga röster - Peter Sjöquist, Anneli Heed, Christopher Kelly, Daniel Goldmann, Isabella Iversen Sannemark, Linn Jansson, Matilda Olsson, Sara Huss Kleimar, Steve Kratz